# Solid HarmoniE
Solid HarmoniE ist eine britische Girlgroup, die 1996 gegründet wurde und ihre größten Erfolge in den Niederlanden hatte.

## Geschichte
Die Gründungsmitglieder von Solid HarmoniE waren Rebecca Onslow, Melissa Graham und Mariama Goodman. Ihre erste Single Got 2 Have Ya wurde 1996 veröffentlicht und konnte sich ab Dezember in den deutschen Charts platzieren. 1997 stieg Goodman vorläufig aus der Band aus, um sich um ihre kranke Mutter zu kümmern, sie wurde durch Elisa Cariera ersetzt, die in den USA von der Band entdeckt wurde. Nach der Rückkehr der Band nach Großbritannien wurde auch Mariama Goodman wieder Mitglied von Solid HarmoniE.
1997 wurde Solid HarmoniE, das Debütalbum der Band, veröffentlicht. Es erreichte Chartplatzierungen in mehreren europäischen Ländern, darunter Platz 4 in Finnland und Platz 2 in den Niederlanden, wo es mit Gold ausgezeichnet wurde. Das Album brachte vier Singles hervor, darunter konnten die ersten beiden Songs I’ll Be There for You und I Want You to Want Me jeweils Top-10-Platzierungen in den Niederlanden und Schweden erreichen, zudem stiegen alle vier Singles in die britischen Charts ein, wo das Album hingegen keine Platzierung erreichen konnte.
1999 verließ Mariama Goodman die Band erneut und wurde Mitglied der Band Honeyz, Melissa Graham begann im selben Jahr eine Solokarriere und Jenilca Giusti wurde ein neues Mitglied der Band. Ein weiteres Album wurde allerdings nicht veröffentlicht und die Band löste sich im Jahr 2000 auf.
2013 wurde die Wiedervereinigung der Band, nun bestehend aus Rebecca Onslow, Melissa Graham und Elisa Cariera, bekanntgegeben. 2014 wurde ihre erste neue Single Circus veröffentlicht.

## Diskografie

### Studioalben
| Jahr | Titel          | Höchstplatzierung, Gesamtwochen, AuszeichnungChartsChartplatzierungen (Jahr, Titel, Platzierungen, Wochen, Auszeichnungen, Anmerkungen) | Anmerkungen                                            |
| Jahr | Titel          | NL | Anmerkungen                                            |
| ---- | -------------- | --- | ------------------------------------------------------ |
| 1997 | Solid HarmoniE | NL2 Gold · (24 Wo.)NL | Erstveröffentlichung: 7. April 1997 Verkäufe: + 50.000 |
| 2021 | Two            | — | Erstveröffentlichung: 24. Dezember 2021                |

### Singles
| Jahr | Titel Album                          | Höchstplatzierung, Gesamtwochen, AuszeichnungChartplatzierungen (Jahr, Titel, Album, Platzierungen, Wochen, Auszeichnungen, Anmerkungen) | Höchstplatzierung, Gesamtwochen, AuszeichnungChartplatzierungen (Jahr, Titel, Album, Platzierungen, Wochen, Auszeichnungen, Anmerkungen) | Höchstplatzierung, Gesamtwochen, AuszeichnungChartplatzierungen (Jahr, Titel, Album, Platzierungen, Wochen, Auszeichnungen, Anmerkungen) | Höchstplatzierung, Gesamtwochen, AuszeichnungChartplatzierungen (Jahr, Titel, Album, Platzierungen, Wochen, Auszeichnungen, Anmerkungen) | Anmerkungen                                   |
| Jahr | Titel Album                          | DE | CH | UK | NL | Anmerkungen                                   |
| ---- | ------------------------------------ | --- | --- | --- | --- | --------------------------------------------- |
| 1996 | Got 2 Have Ya –                      | DE65 (9 Wo.)DE | — | — | — | Erstveröffentlichung: 19. September 1996      |
| 1997 | I’ll Be There for You Solid HarmoniE | — | — | UK18 (3 Wo.)UK | NL7 (18 Wo.)NL | Erstveröffentlichung: 1997 Verkäufe: + 15.000 |
| 1998 | I Want You to Want Me Solid HarmoniE | DE64 (9 Wo.)DE | CH39 (2 Wo.)CH | UK16 (5 Wo.)UK | NL4 (11 Wo.)NL | Erstveröffentlichung: 1998                    |
| 1998 | I Wanna Love You Solid HarmoniE      | DE93 (3 Wo.)DE | — | UK20 (4 Wo.)UK | NL25 (6 Wo.)NL | Erstveröffentlichung: 1998                    |
| 1998 | To Love Once Again Solid HarmoniE    | — | — | UK55 (2 Wo.)UK | — | Erstveröffentlichung: 1998                    |
| 2014 | Circus –                             | — | — | — | — | Erstveröffentlichung: 2014                    |

## Auszeichnungen für Musikverkäufe
| Goldene Schallplatte - Schweden - 1998: für die Single I’ll Be There for You |

Anmerkung: Auszeichnungen in Ländern aus den Charttabellen bzw. Chartboxen sind in ebendiesen zu finden.
| Land/RegionAuszeichnungen für Musikverkäufe (Land/Region, Auszeichnungen, Verkäufe, Quellen) | Gold     | Platin | Verkäufe | Quellen              |
| -------------------------------------------------------------------------------------------- | -------- | ------ | -------- | -------------------- |
| Niederlande (NVPI)                                                                           | Gold1    | —      | 50.000   | nvpi.nl              |
| Schweden (IFPI)                                                                              | Gold1    | —      | 15.000   | sverigetopplistan.se |
| Insgesamt                                                                                    | 2× Gold2 | —      |          |                      |